# Rahmatoullah
Rahmatullah (raHmatu llâh) est un prénom arabe, en général féminin.
Il est formé de deux mots, « raHma » (رحمة) et « 'allâh » (الله), qui désignent respectivement la miséricorde ou la clémence, et Dieu en arabe, soit « miséricorde ou clémence divine ».
La salutation musulmane traditionnelle étant as-salāmu ʿalaykum wa rahmatul-lāhi [taʿāla wa-Barakātuhu] ((السلام عليكم ورحمة الله (تعالى وبركاته), « que la paix et la miséricorde [et les bénédictions] d'Allâh soient sur vous », l'expression raHmatu llâh est d'un emploi extrêmement fréquent chez les musulmans du monde entier, un peu comme Ave Maria ou Pater noster chez les catholiques romains.
Il n'est donc pas étonnant de la retrouver sous forme de prénom féminin de l'Asie à l'Afrique, en subissant quelques transformations selon la prononciation vulgaire de l'arabe chez ces différentes populations.
En Afrique (notamment au Sénégal), il est courant de le prononcer Ramatoulaye, comme Abdallah  y devient souvent Abdoulaye par exemple. En France, il est souvent raccourci en Rahma ou Rama.

## Personnalités
- Ramatoulaye Yade, dont le prénom usuel est Rama, est une femme politique et diplomate française née le 13 décembre 1976 à Dakar (Sénégal)
- Ramatoulaye, dite Rama Sall (née en 1986), femme politique française
- N’Diaye Ramatoulaye Diallo, femme politique et femme d'affaires malienne, ministre de la culture depuis 2014
- Ramatoulaye Diallo est une mannequin sénégalaise, devenue en 2001 The Face of Africa en gagnant un concours qui donne chaque année un visage à l’Afrique. Elle a fait une apparition en 2002 dans le film Le Fleuve de Mama Keïta.

## Toponyme
- Ramatoulaye, village du Burkina Faso, dans le département de Satiri